# Resolutie 2303 Veiligheidsraad Verenigde Naties
Resolutie 2303 van de Veiligheidsraad van de Verenigde Naties werd op 29 juli 2016 met elf stemmen voor en vier onthoudingen aangenomen door de VN-Veiligheidsraad. De resolutie richtte een politiemissie van 228 agenten op in het politiek instabiele Burundi. Angola, China, Egypte en Venezuela waren de leden die zich hadden onthouden.

## Standpunten
Burundi zelf had niet om de politiemacht gevraagd, en weigerde deze ook. Het vond de beslissing van de Veiligheidsraad dan ook een inbreuk op zijn soevereiniteit.
Frankrijk noemde de resolutie een belangrijke stap naar het herstellen van de vrede in Burundi. De focus lag bij een inter-Burundese dialoog, met een op het Akkoord van Arusha gebaseerd vredesproces. De Franse vertegenwoordiger stelde ook dat de Veiligheidsraad lessen had getrokken uit het verleden; verwijzend naar de Rwandese genocide. Het was Frankrijk dat had voorgesteld om agenten naar Burundi te sturen.
De Amerikaanse vertegenwoordiger vond het jammer dat de Veiligheidsraad er niet in slaagde unanimiteit te bereiken over een gematigde resolutie als deze, en stelde vragen bij de bereidheid tot handelen om gruweldaden te voorkomen. Haar land had nog veel verder willen gaan dan deze resolutie. Zijn Britse collega zei dat een verenigde Veiligheidsraad een duidelijk signaal aan de Burundese overheid zou kunnen sturen.
Angola, een van de leden die zich hadden onthouden, zei dat niet voldoende rekening was gehouden met zijn voorstellen. Ook Egypte sprak van een "selectieve aanpak" met betrekking tot het politiecomponent. China zei dat er overleg met Burundi moest zijn over het sturen van agenten, en merkte op dat de resolutie niet verwees naar de soevereiniteit van dat land. Ook Venezuela vond het ontbreken van de instemming van de Burundese overheid een belangrijke factor, en waarschuwde dat de verwoording van de resolutie het vredesproces kon ondermijnen.

## Achtergrond
Na een jarenlange burgeroorlog tussen de Hutu en de Tutsi in Burundi werd in 2005 een nieuwe grondwet aangenomen die de vertegenwoordiging van beide bevolkingsgroepen in het parlement garandeerde. Vervolgens werd de Hutu Pierre Nkurunziza tot president verkozen. Op 25 april 2015 nomineerde zijn partij hem voor een derde ambtstermijn. Volgens zijn tegenstanders was dat ongrondwettelijk, terwijl zijn medestanders vonden dat zijn eerste termijn niet meetelde omdat hij toen niet door het volk, maar door het parlement was verkozen.
Er volgden weken van gewelddadige protesten en aanslagen, waarbij verschillende doden vielen. Op 13 mei pleegde een generaal een staatsgreep, maar die mislukte. Zijn troepen raakten daarop slaags met troepen die de president trouw bleven. Na de presidentsverkiezingen op 21 juli werd Nkurunziza opnieuw tot president benoemd. Het etnisch geweld bleef aanhouden, en het land belandde in een politieke impasse.

## Inhoud
Het geweld in Burundi ondermijnde alles dat sinds 2000 was bereikt na het Akkoord van Arusha. Het geweld zou afnemen, maar het Kantoor van de Hoge Commissaris inzake Mensenrechten (OHCHR) rapporteerde 348 buitenrechtelijke executies en zo'n 651 martelingen op een jaar tijd door voornamelijk de veiligheidsdiensten. Ook was men bezorgd over het grote aantal kinderen dat was opgesloten – vaak in gewone gevangenissen – en de meer dan 270 000 mensen die naar buurlanden waren gevlucht. Een aantal kinderen was opgepakt omdat ze op foto's van president Pierre Nkurunziza tekenden.
In mei en juli 2016 waren in Arusha gesprekken gevoerd onder bemiddeling van de Oost-Afrikaanse Gemeenschap (EAC). Verder waren ook de Internationale Conferentie van het Grote Merengebied, de Afrikaanse Unie (AU), de Europese Unie en de Verenigde Naties betrokken bij de onderhandelingen.
De Burundese overheid had ingestemd met een verhoging van het aantal AU-mensenrechtenwaarnemers en militaire experts tot honderd elk. Men was bezorgd over de vertragingen hierbij. Slechts 32 mensenrechtenwaarnemers en 15 militaire waarnemers waren daadwerkelijk ter plaatse.
Met resolutie 2279 had de Veiligheidsraad in april al aan secretaris-generaal Ban Ki-moon gevraagd de mogelijkheden voor een politiemacht in Burundi te bekijken. Nu werd hem gevraagd deze missie op poten te zetten onder leiding van het Kantoor van de Speciaal Adviseur voor Conflictpreventie en in samenspraak met de AU-waarnemers. De maximaal 228 agenten moesten een jaar lang de veiligheidssituatie in de gaten houden en de OHCHR bijstaan.
Lijst ·  2260 ·  2261 ·  2262 ·  2263 ·  2264 ·  2265 ·  2266 ·  2267 ·  2268 ·  2269 ·  2270 ·  2271 ·  2272 ·  2273 ·  2274 ·  2275 ·  2276 ·  2277 ·  2278 ·  2279 ·  2280 ·  2281 ·  2282 ·  2283 ·  2284 ·  2285 ·  2286 ·  2287 ·  2288 ·  2289 ·  2290 ·  2291 ·  2292 ·  2293 ·  2294 ·  2295 ·  2296 ·  2297 ·  2298 ·  2299 ·  2300 ·  2301 ·  2302 ·  2303 ·  2304 ·  2305 ·  2306 ·  2307 ·  2308 ·  2309 ·  2310 ·  2311 ·  2312 ·  2313 ·  2314 ·  2315 ·  2316 ·  2317 ·  2318 ·  2319 ·  2320 ·  2321 ·  2322 ·  2323 ·  2324 ·  2325 ·  2326 ·  2327 ·  2328 ·  2329 ·  2330 ·  2331 ·  2332 ·  2333 ·  2334 ·  2335 ·  2336